# Élection présidentielle italienne de 2022
L'élection présidentielle italienne de 2022 a lieu du 24 au 29 janvier afin d'élire au suffrage indirect le président de la République italienne pour un mandat de sept ans.
Éligible pour un second mandat, le président sortant Sergio Mattarella se prononce publiquement contre une éventuelle réélection, les présidents italiens n'effectuant traditionnellement qu'un seul mandat à l'exception notable de son prédécesseur, Giorgio Napolitano, réélu en 2013. 
Alors qu'il est pressenti pour briguer la présidence de la République avec le soutien de la droite, l'ancien président du Conseil Silvio Berlusconi finit par renoncer à sa candidature compte tenu notamment des polémiques entourant sa personne et des réticences de ses alliés.
Grand favori du scrutin, le président du Conseil en exercice, Mario Draghi, fait part de sa disponibilité mais les craintes suscitées en Italie comme à l'étranger par son possible départ du gouvernement compliquent l'émergence de sa candidature.
Après plusieurs tours infructueux marqués par des tensions, les chefs des partis de la majorité parlementaire s'accordent sur la réélection de Sergio Mattarella, qui devient ainsi le deuxième président de la République italienne à être élu pour un second mandat.

## Contexte

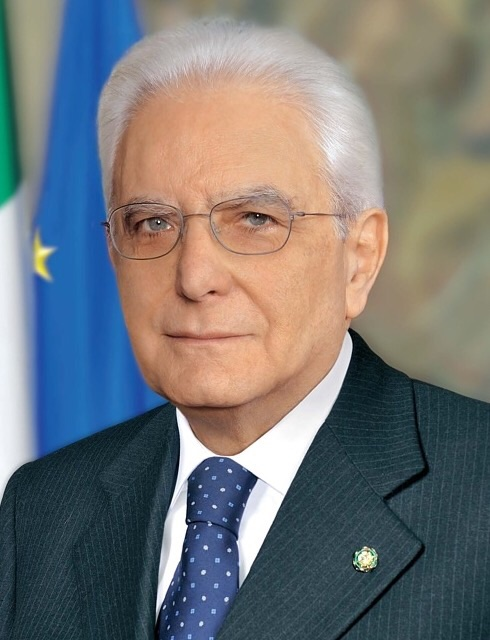
Le président sortant, Sergio Mattarella.

### Institutionnel
Le président de la République italienne, chef d'État d'un régime parlementaire, assume un rôle essentiellement honorifique,, tout en étant considéré par la Constitution italienne comme le garant de l'unité nationale et des institutions. Le président italien joue ainsi un rôle de premier plan à l'issue des élections générales ou lors des crises politiques, le chef de l’État — qui procède aux consultations des groupes parlementaires avant de nommer le président du Conseil des ministres — ayant alors la main sur le processus des négociations en vue de la formation des gouvernements de coalition. Si le président du Conseil doit en dernier lieu obtenir le vote de confiance des deux chambres du Parlement envers son gouvernement, le président de la République dispose ainsi au préalable d'un droit de veto sur la proposition de gouvernement qui lui est faite,,.
Garant des institutions, le président quitte traditionnellement son parti politique s'il était membre de l'un d'entre eux, avant sa prestation de serment. Il en va de même s'il siégeait avant son élection à la Cour constitutionnelle, au Parlement, au gouvernement ou au sein de toute autre institution d'État.

### Élection présidentielle de 2015

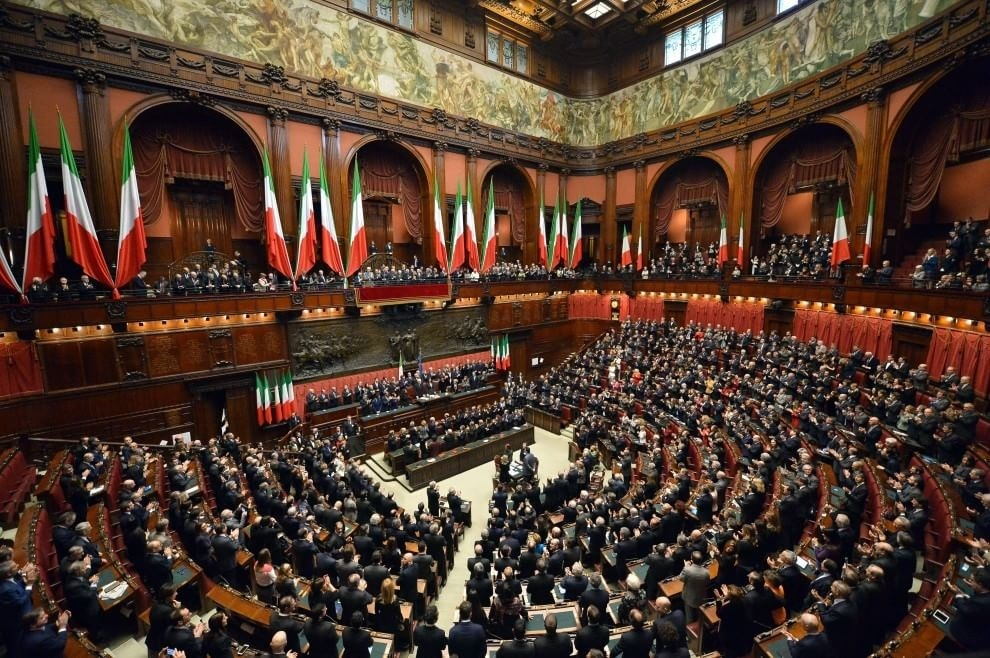
Prestation de serment de Sergio Mattarella devant les chambres réunies au palais Montecitorio le 3 février 2015.

L'élection présidentielle de janvier 2015 voit la victoire du candidat indépendant Sergio Mattarella à l'issue du quatrième tour d'un scrutin convoqué de manière anticipée cinq ans avant la date prévue.
L'élection est en effet organisée à la suite de la démission du président Giorgio Napolitano, réélu en 2013 dans le contexte d'une incapacité du collège électoral à s'accorder sur le choix de son successeur. Il s'agit alors de la première réélection d'un président sortant depuis l'établissement de la République en 1948, les présidents n'effectuant traditionnellement qu'un seul mandat. Cette dérogation de Giorgio Napolitano à la règle tacite en vigueur donne alors lieu à des manifestations d'opposition. Considérant ce second mandat comme transitoire, il démissionne cependant deux ans plus tard comme annoncé lors de son investiture,.
Élu à la majorité absolue des suffrages au quatrième tour, le juge constitutionnel Sergio Mattarella, l'emporte sur son principal concurrent, l'ancien magistrat Ferdinando Imposimato, alors soutenu par le Mouvement 5 étoiles. La victoire de Mattarella, soutenu par une ample majorité de grands électeurs, est considérée comme un important succès pour le président du Conseil démocrate, Matteo Renzi, à l'origine de cette candidature. Après l'échec de son projet de réforme de la Constitution soumis à référendum, Matteo Renzi quitte cependant le pouvoir au début du mois de décembre 2016. Le ministre sortant des Affaires étrangères, Paolo Gentiloni, est choisi par le président Mattarella pour le remplacer.

### Révision constitutionnelle
Les élections générales de mars 2018 voient la défaite du Parti démocrate, et l'arrivée au pouvoir d'un gouvernement réunissant le Mouvement 5 étoiles et la Ligue du Nord sous la conduite du président du Conseil Giuseppe Conte. La coalition s'effondre cependant en septembre 2019, avant d'être remplacée par un nouveau gouvernement qui maintient Giuseppe Conte et le Mouvement 5 étoiles avec le renfort du Parti démocrate, en remplacement de la Ligue qui passe dans l'opposition, ainsi que d'Italia Viva — fondé par Matteo Renzi à l'issue d'une scission d'avec le Parti démocrate — et de Libres et égaux. Un processus de révision constitutionnelle porté par le Mouvement cinq étoiles se retrouve ainsi étalé sous ces deux gouvernements avant d'être soumis en septembre 2020 à un référendum constitutionnel approuvé à une large majorité de près de 70 % des votants. 
La révision de la Constitution fait passer le nombre de parlementaires élus de 945 à 600, en réduisant le nombre de députés et de sénateurs respectivement de 630 à 400 et de 315 à 200. Cette réduction ne devient cependant effective que pour les prochaines élections générales prévues pour mai 2023. Les membres du Parlement procédant à l'élection du président de la République au sein d'un collège électoral réunissant des membres des conseils régionaux, la réduction du nombre de ces derniers est également prévue afin de conserver l'équilibre existant au sein du collège. L'élection présidentielle de 2022 est ainsi la dernière à dépendre d'un collège composé d'un millier de grands électeurs, avant qu'il ne soit considérablement réduit conformément à la révision constitutionnelle de 2020.

## Candidatures pressenties

### Mario Draghi

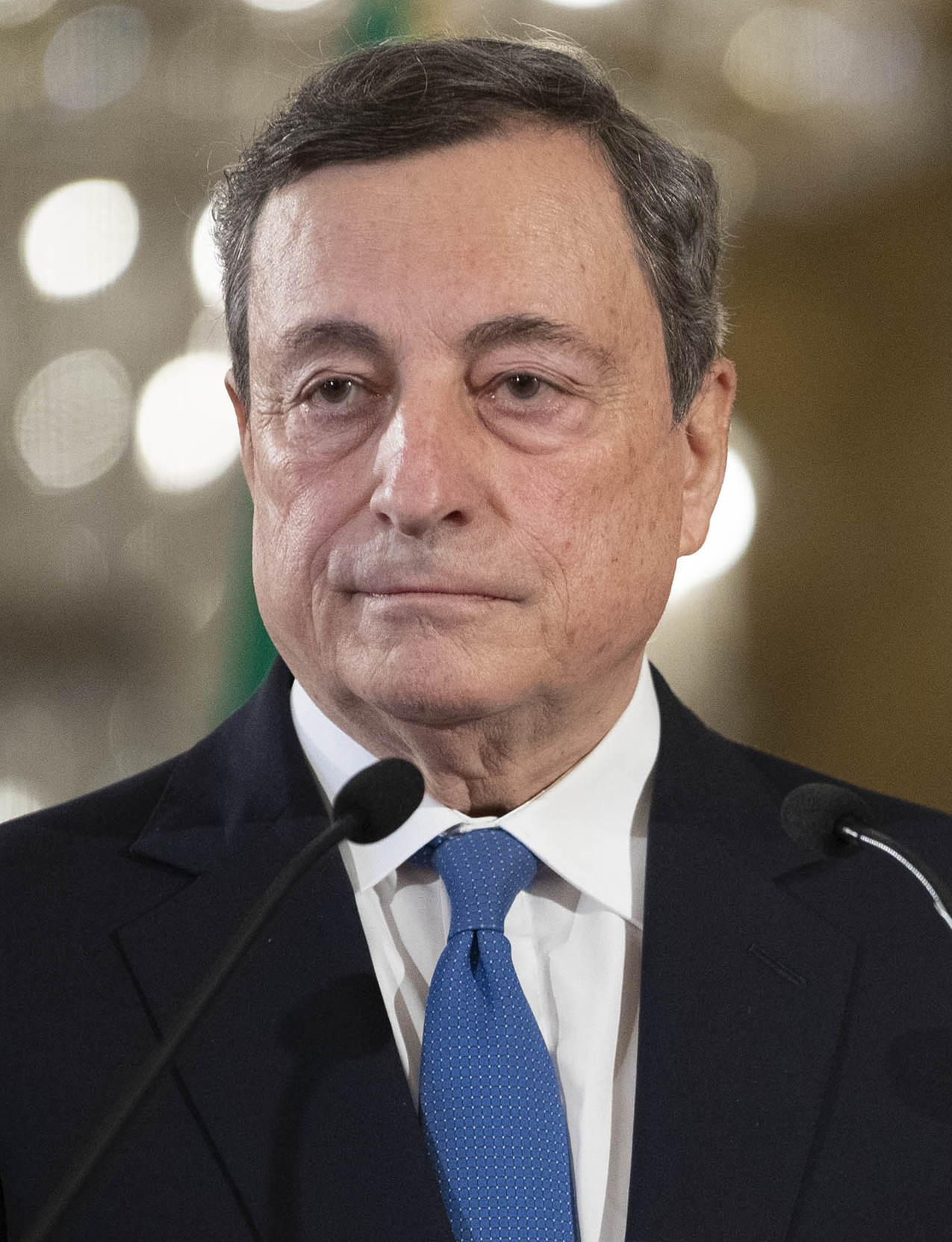
Mario Draghi

Mario Draghi apparaît comme le grand favori de l'élection présidentielle,. Banquier et économiste de profession, sans appartenance politique, très familier des institutions italiennes au sein desquelles il effectue une longue carrière, Draghi est remarqué pour son efficacité lors de son passage à la tête de la Banque centrale européenne en pleine crise de la dette dans la zone euro. Il bénéficie ainsi d'un large soutien de la classe politique pour sa candidature, dont le succès paraît alors assuré.
Le 13 janvier 2021, cependant, une crise politique éclate avec le départ d'Italia Viva du gouvernement, Matteo Renzi s'opposant aux projets de réforme électorale et du procès pénal alors en discussion au Parlement ainsi que sur la gestion par le président du Conseil des fonds européens destinés à la reprise économique post-pandémie de Covid-19. Mis en minorité au Sénat, Giuseppe Conte donne sa démission deux semaines plus tard. Le président Mattarella confie alors à Mario Draghi la formation d'un gouvernement de technocrates bénéficiant d'un large soutien d'unité nationale, avec pour principale mission la gestion du plan de relance de 209 milliards d'euros,,.
Cette tâche étant toujours en cours fin 2021, la candidature de Draghi au scrutin présidentiel fait l'objet d'une grande incertitude, une réélection de Mattarella pour quelques années dans une répétition de la transition assurée par Napolitano étant même évoquée. Le 29 décembre, cependant, Mario Draghi annonce être disposé à accéder à la présidence de la République lors d'une conférence de presse. Le président du Conseil estime le travail effectué par son gouvernement lors des dix derniers mois suffisant pour mettre en œuvre le plan de relance européen « quelle que soit la personne à la barre ». Il se présente à cette occasion comme un « grand-père […] au service des institutions ».
Le 19 janvier 2022, Enrico Letta et Roberto Speranza se retrouvent chez Giuseppe Conte pour trouver un accord entre le Parti démocrate et le Mouvement 5 étoiles. La candidature de Draghi, proposée par Letta, n'est cependant pas approuvée par Conte. Le soir même, les trois dirigeants politiques communiquent sur leur coopération,,. Pour sa part, le chef léguiste Matteo Salvini s'oppose à la candidature du président du Conseil tout en rejetant un éventuel accord avec le parti d'Enrico Letta.
Avec le retrait de Silvio Berlusconi le 22 janvier, Mario Draghi voit s'effacer la candidature de son principal concurrent. Le président du Conseil fait cependant toujours face à la réticence d'une partie de la coalition gouvernementale, plusieurs partis craignant que son élection à la présidence de la République — et son retrait consécutif de celle du Conseil — ne conduise à une nouvelle crise politique et à la convocation d'élections générales anticipées,.

### Silvio Berlusconi

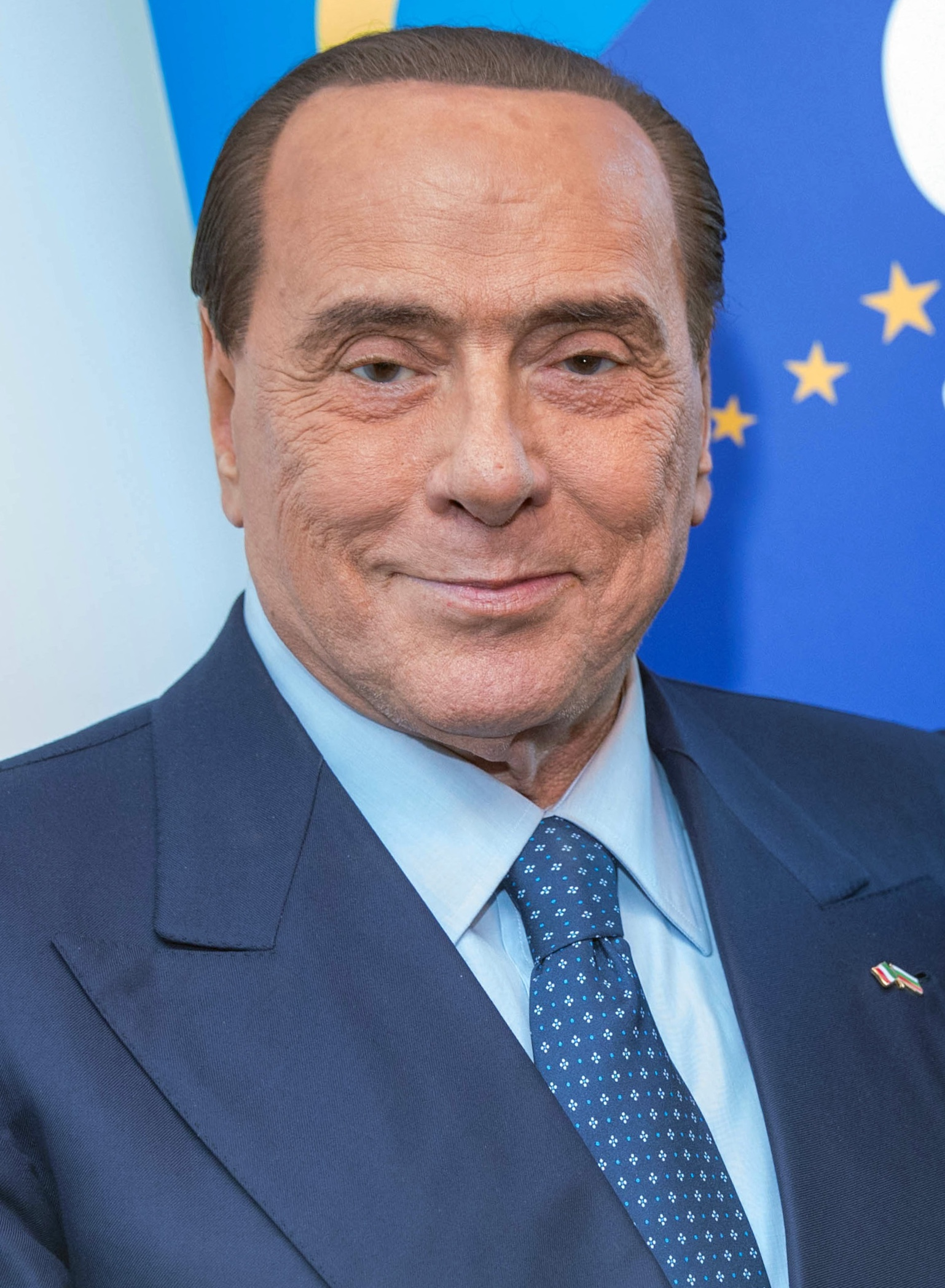
Silvio Berlusconi

Au sein de la Coalition de centre-droit, réunissant différents partis de droite et d'extrême droite dont Forza Italia, la Ligue et Fratelli d'Italia, la candidature de l'ex-président du Conseil Silvio Berlusconi est évoquée à de multiples reprises début décembre 2021,,. De nombreuses figures de cette partie de l'échiquier politique, parmi lesquelles Matteo Salvini, Giorgia Meloni ou encore le président de la région Vénétie Luca Zaia,,, se positionnent en faveur d'une telle opportunité si le président de Forza Italia devait être investi comme candidat. Selon des estimations faites quelques semaines avant l'ouverture du scrutin, sa victoire paraît inconcevable lors des trois premiers tours requérant une majorité de 673 suffrages.
L'éventuelle candidature de l'homme d'affaires soulève toutefois des oppositions dont celle du secrétaire du Parti démocrate (PD), Enrico Letta, qui fait savoir qu’aucun des douze présidents précédents n’était chef de parti. À un autre niveau, le journal de gauche Il Fatto Quotidiano lance une pétition à l'attention des parlementaires pour empêcher un tel scénario qui serait selon le quotidien une menace pour la liberté de la presse, la justice et la protection de la Constitution. Le réalisateur Nanni Moretti, connu pour être un contempteur de Berlusconi, déclare pour sa part qu'un « personnage aussi discrédité et indécent » que l'ancien chef du gouvernement ne peut prétendre à la magistrature suprême. 
À l'issue d'une rencontre au domicile de l'ex-président du Conseil, la candidature de ce dernier est proposée par le secrétaire de la Ligue, Matteo Salvini et la dirigeante de Frères d'Italie, Giorgia Meloni. Le maire de Venise, Luigi Brugnaro (représentant du parti Corraggio Italia), le chef de l'Union de centre, Lorenzo Cesa, et le président de Noi con l'Italia, Maurizio Lupi, confirment dans la foulée leur participation à cette réunion. Peu de temps auparavant, Silvio Berlusconi et quelques-uns de ses proches auraient contacté de nombreux parlementaires comme ceux du Parti démocrate pour obtenir leur appui,. Même si la candidature du Cavaliere ne fait pas consensus au sein de la droite, Salvini prône une unité de la coalition. Quelques jours plus tard, le Parti démocrate et le Mouvement 5 étoiles rejettent à nouveau la proposition d'une candidature de Berlusconi.
Le 22 janvier, deux jours avant le début du scrutin, Berlusconi annonce son retrait de la course au Quirinal, invoquant un « esprit de responsabilité nationale », tout en exprimant son souhait de voir Mario Draghi demeurer à la présidence du Conseil jusqu'à la fin de la législature en 2023,.

## Mode de scrutin

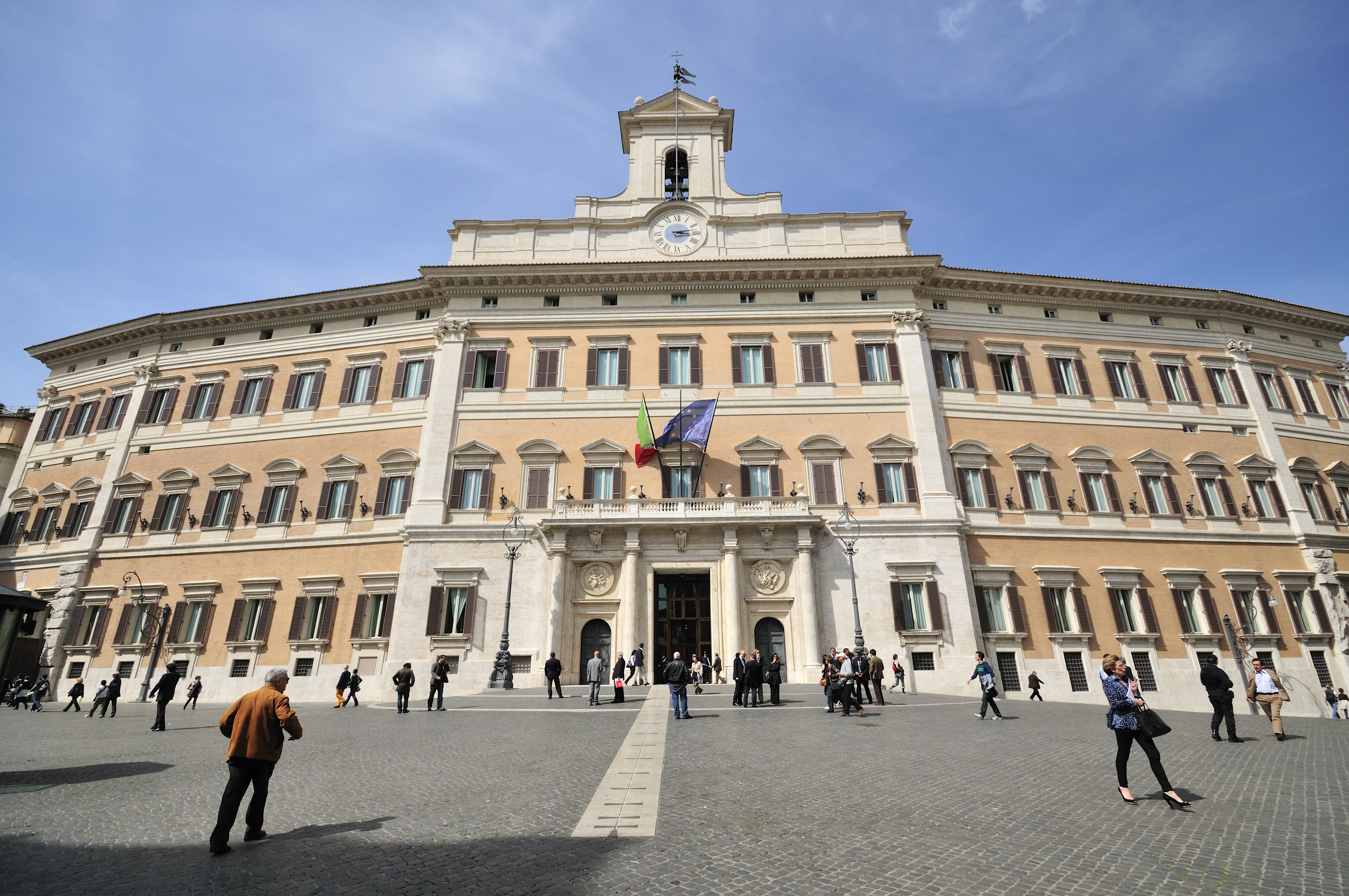
Le palais Montecitorio, où se réunissent les grands électeurs.

Le président de la République italienne est élu pour un mandat de sept ans au suffrage indirect et secret par un collège électoral composé des membres des deux chambres du Parlement — soit 630 députés et 315 sénateurs —, auxquels s'ajoutent 58 délégués régionaux en provenance des vingt régions d'Italie. Ces derniers sont choisis par les conseils régionaux à raison de trois délégués par région, à l'exception de celle du Val d'Aoste qui n'en dispose que d'un,. À ce total s'ajoutent enfin les cinq sénateurs à vie nommés, ainsi que les anciens présidents de la République, également sénateurs à vie, soit un total en janvier 2022 de 1 009 membres du collège électoral,. Un siège est cependant vacant lors du premier tour de scrutin, le député FI Vincenzo Fasano étant mort la veille des suites d'une longue maladie, ramenant le total à 1 008 grands électeurs. Sa remplaçante, Maria Rosa Sessa, est installée dans ses fonctions le lendemain, juste avant le deuxième tour.
Lors des trois premiers tours, est élu le candidat réunissant la majorité des deux tiers du total des membres du collège électoral. À partir du quatrième tour de scrutin, la majorité absolue suffit. Le collège étant composé de 1 009 membres en 2022, la majorité des deux tiers nécessaire aux trois premiers tours est de 673 voix, tandis que la majorité absolue utilisée à partir du quatrième tour est de 505 voix,,. Si deux présidents — Francesco Cossiga et Carlo Azeglio Ciampi — ont été élus dès le premier tour, il aura fallu plus d'un tour pour élire neuf des dix autres présidents, dont vingt-trois pour l'élection de Giovanni Leone en 1971,.
Le collège électoral se réunit dans l'hémicycle du palais Montecitorio. Il est présidé par le président de la Chambre des députés, au côté duquel siège, comme suppléant, le président du Sénat. Tous deux participent au dépouillement à l'issue de chaque tour de scrutin, mais c'est au seul président de la Chambre des députés qu'il revient de présider les séances et de proclamer le vainqueur élu président de la République.
Tout candidat à la présidence de la République doit répondre aux exigences prescrites par l'article 84 de la Constitution : détenir la nationalité italienne, avoir au moins cinquante ans révolus le jour de l'élection et jouir de ses droits civiques et politiques.
Le président de la République italienne est élu pour un mandat de sept ans, renouvelable sans limitation du nombre de mandat. En pratique, les présidents n'effectuent traditionnellement qu'un mandat. Le septennat présidentiel est par ailleurs prorogeable jusqu'à la législature suivante du Parlement s'il ne reste que trois mois avant la fin de la législature en cours, ou si celle-ci est déjà terminée et qu'une nouvelle n'a pas encore débuté. En l'absence d'un successeur élu avant la fin du septennat de Sergio Mattarella, l'intérim de la présidence de la République serait exercé par la présidente du Sénat, Elisabetta Casellati, jusqu'à ce que le collège parvienne à s'entendre sur l'élection d'un candidat.

## Collège électoral
|                             |                                       |                  |                  |                    |                  |                  |  |  |  |
| Groupe parlementaire        | Groupe parlementaire                  | Grands électeurs | Grands électeurs | Grands électeurs   | Grands électeurs | Grands électeurs |  |  |  |
| Groupe parlementaire        | Groupe parlementaire                  | Députés          | Sénateurs        | Délégués régionaux | Total            | %                |  |  |  |
|                             | Mouvement 5 étoiles (M5S)             | 157              | 73               | 4                  | 234              | 23,21            |  |  |  |
|                             | Ligue du Nord (LN)                    | 133              | 64               | 15                 | 212              | 21,03            |  |  |  |
|                             | Parti démocrate (PD)                  | 95               | 39               | 20                 | 154              | 15,27            |  |  |  |
|                             | Forza Italia-Union de centre (FI-UdC) | 79               | 52               | 10                 | 141              | 13,97            |  |  |  |
|                             | Frères d'Italie (Fdl)                 | 37               | 21               | 6                  | 64               | 6,34             |  |  |  |
|                             | Italia Viva (IV)                      | 29               | 15               | 0                  | 44               | 4,36             |  |  |  |
|                             | Coraggio Italia (CI)                  | 22               | 9                | 1                  | 32               | 3,17             |  |  |  |
|                             | Libres et égaux (LeU)                 | 12               | 6                | 0                  | 18               | 1,78             |  |  |  |
|                             | Groupe mixte                          | 66               | 42               | 2                  | 110              | 10,90            |  |  |  |
|                             |                                       |                  |                  |                    |                  |                  |  |  |  |
| Total (1er tour)            | Total (1er tour)                      | 629              | 321              | 58                 | 1 008            |                  |  |  |  |
| Vacants (1er tour)          | Vacants (1er tour)                    | 1                | 0                | 0                  | 1                |                  |  |  |  |
| Total (2e tour et suivants) | Total (2e tour et suivants)           | 630              | 321              | 58                 | 1 009            | 100              |  |  |  |

## Déroulement

### Organisation
La fin du mandat du président Mattarella étant prévue pour le 3 février, sept ans jour pour jour après sa prestation de serment en 2015, le collège électoral est convoqué trente jours auparavant par le président de la Chambre des députés, Roberto Fico, conformément à l'article 85 de la Constitution. À la convocation du 4 janvier 2022 suit un délai informel variant habituellement de 15 à 20 jours, au cours duquel les conseils régionaux élisent leurs délégués membres du collège électoral. Ces élections s'achèvent ainsi le 18 janvier.
Le premier tour de l'élection présidentielle est fixé par décret au 24 janvier à 15 heures. Organisé en pleine pandémie de Covid-19, le scrutin voit le millier de grands électeurs soumis à de nouvelles règles à cette occasion, dont notamment la limitation à 200 du nombre de grands électeurs pouvant être présents simultanément dans l'hémicycle. Ceux-ci sont ainsi invités à voter par tranche horaire et ordre alphabétique avant de quitter la salle pour laisser entrer les suivants. Une abstention spécifiquement due aux contaminations ou aux mises en quarantaine est également attendue. Vingt jours avant le scrutin, 39 parlementaires se trouvaient ainsi déjà placés en isolement pour ces raisons,. La Constitution italienne ne prévoyant pas la possibilité d'un vote à distance lors de l'élection présidentielle, cette situation fait initialement redouter que le nombre d'absents soit tel qu'aucun candidat ne soit en mesure d'atteindre la majorité requise, y compris à partir du quatrième tour. Un point de vote est finalement mis en place sur le parking du palais Montecitorio afin que les personnes testées positives mais pouvant se déplacer puissent voter depuis leurs voitures,.
Cette situation relance entretemps les spéculations sur un second mandat de Sergio Mattarella. À la mi-janvier, la possibilité d'une reconduction du président sortant demeure d'actualité. Soutenue par l'ancien président du Conseil Giuseppe Conte, elle se confronte au refus de Salvini, à l'hostilité de la droite et aux réticences du principal intéressé,.

### Tours successifs
Passé le premier tour de scrutin, infructueux, Matteo Salvini, Giorgia Meloni et le vice-président de Forza Italia Antonio Tajani avancent les noms de l'ancienne maire de Milan Letizia Moratti, de l'ex-président du Sénat Marcello Pera et de l'ancien procureur Carlo Nordio comme candidats proposés par la coalition de droite. Après avoir souligné qu'il examinerait « sans préjugés » ces propositions « de qualité »,, Enrico Letta déclare que son parti ne votera pas pour l'un des candidats soutenus par la droite et renouvelle son souhait d'une convergence sur une candidature extérieure aux partis politiques. 
Les noms de la diplomate Elisabetta Belloni, directrice du département de l'Information pour la sécurité de la présidence du Conseil, et de l'ancien juge constitutionnel Sabino Cassese sont alors avancés dans la mesure où ceux-ci semblent convenir aux dirigeants de la coalition de centre-droit,.
Après ces rejets par le M5S et le centre-gauche, une rumeur laisse entendre à la suite du quatrième tour que Salvini voudrait soumettre la candidature de l'ancien ministre des Affaires étrangères Franco Frattini, désormais président du Conseil d’État. Cette éventualité est cependant rejetée par Enrico Letta. Dès le lendemain, les dirigeants du centre-droit décident d'investir la présidente du Sénat, Elisabetta Casellati. Ce choix provoque la colère des autres membres de la coalition gouvernementale qui menacent de précipiter la fin de la législature en cas d'élection de Casellati.
Après l'échec de cette dernière, causé par la défection de plusieurs dizaines de grands électeurs provenant de son propre camp, les négociations reprennent dans la soirée du 28 janvier et Salvini, soutenu par Giuseppe Conte, se dit favorable à l'élection d'une femme au sommet de l'État. Les noms de la ministre de la Justice, Marta Cartabia, et d'Elisabetta Belloni sont mentionnés parmi les choix possibles mais l'impasse est rapidement constatée dans la nuit. Dès la matinée du 29 janvier, la rumeur d'une reconduction de Mattarella se répand jusqu'à ce que les dirigeants des partis composant la coalition gouvernementale annoncent leur soutien à la réélection du président sortant. Celui-ci finit par consentir à la requête des chefs de groupes parlementaires venus nombreux dans sa résidence du Quirinal pour lui demander sa disponibilité.

## Résultats

### 1ertourde scrutin
Il a lieu le 24 janvier 2022 à 15 h.
| Candidat                 | Candidat                      | Parti                    | Voix     | %        |  |
| ------------------------ | ----------------------------- | ------------------------ | -------- | -------- |  |
|                          | Paolo Maddalena               | Sans                     | 36       | 16,00    |  |
|                          | Sergio Mattarella             | Sans                     | 16       | 7,11     |  |
|                          | Marta Cartabia                | Sans                     | 9        | 4,00     |  |
|                          | Silvio Berlusconi             | FI                       | 7        | 3,11     |  |
|                          | Roberto Cassinelli (it)       | FI                       | 7        | 3,11     |  |
|                          | Guido De Martini (it)         | Lega                     | 7        | 3,11     |  |
|                          | Antonio Tasso (it)            | MAIE                     | 7        | 3,11     |  |
|                          | Umberto Bossi                 | Lega                     | 6        | 2,67     |  |
|                          | Ettore Rosato                 | IV                       | 6        | 2,67     |  |
|                          | Marco Cappato                 | RI                       | 5        | 2,22     |  |
|                          | Cesare Pianasso (it)          | Lega                     | 4        | 1,78     |  |
|                          | Bruno Vespa                   | Sans                     | 4        | 1,78     |  |
|                          | Enzo Alaia                    | IV                       | 3        | 1,33     |  |
|                          | Maria Teresa Baldini (it)     | IV                       | 3        | 1,33     |  |
|                          | Elisabetta Belloni            | Sans                     | 3        | 1,33     |  |
|                          | Pier Luigi Bersani            | Art.1                    | 3        | 1,33     |  |
|                          | Giorgio Lauro (it)            | Sans                     | 3        | 1,33     |  |
|                          | Claudio Lotito (it)           | FI                       | 3        | 1,33     |  |
|                          | Francesco Rutelli             | Sans                     | 3        | 1,33     |  |
|                          | Claudio Sabelli Fioretti (it) | Sans                     | 3        | 1,33     |  |
|                          | Amedeo Umberto Sebastiani     | Sans                     | 3        | 1,33     |  |
|                          | Giuliano Amato                | Sans                     | 2        | 0,89     |  |
|                          | Alberto Angela                | Sans                     | 2        | 0,89     |  |
|                          | Elisabetta Casellati          | FI                       | 2        | 0,89     |  |
|                          | Pier Ferdinando Casini        | CpE                      | 2        | 0,89     |  |
|                          | Giuseppe Conte                | M5S                      | 2        | 0,89     |  |
|                          | Gianluca De Fazio             | Sans                     | 2        | 0,89     |  |
|                          | Giancarlo Giorgetti           | Lega                     | 2        | 0,89     |  |
|                          | Ermanno Leo (it)              | Sans                     | 2        | 0,89     |  |
|                          | Antonio Martino               | FI                       | 2        | 0,89     |  |
|                          | Ugo Mattei (it)               | Sans                     | 2        | 0,89     |  |
|                          | Giuseppe Moles (it)           | FI                       | 2        | 0,89     |  |
|                          | Carlo Nordio                  | Sans                     | 2        | 0,89     |  |
|                          | Paolo Siani (it)              | PD                       | 2        | 0,89     |  |
|                          | Autres candidats              | Autres candidats         | 88       | 39,11    |  |
|                          |                               |                          |          |          |  |
| Majorité requise         | Majorité requise              | Majorité requise         | 673 voix | 673 voix |  |
|                          |                               |                          |          |          |  |
| Suffrages exprimés       | Suffrages exprimés            | Suffrages exprimés       | 255      | 26,13    |  |
| Bulletins blancs         | Bulletins blancs              | Bulletins blancs         | 672      | 65,85    |  |
| Bulletins nuls           | Bulletins nuls                | Bulletins nuls           | 49       | 5,02     |  |
| Total                    | Total                         | Total                    | 976      | 100      |  |
| Abstentions              | Abstentions                   | Abstentions              | 0        | 0,00     |  |
| Absents                  | Absents                       | Absents                  | 32       | 3,17     |  |
| Inscrits / Participation | Inscrits / Participation      | Inscrits / Participation | 1 008    | 96,83    |  |

### 2etourde scrutin
Il a lieu le 25 janvier 2022 à 15 h.
| Candidat                 | Candidat                      | Parti                    | Voix     | %        |  |
| ------------------------ | ----------------------------- | ------------------------ | -------- | -------- |  |
|                          | Paolo Maddalena               | Sans                     | 39       | 9,49     |  |
|                          | Sergio Mattarella             | Sans                     | 39       | 9,49     |  |
|                          | Renzo Tondo (it)              | NcI                      | 18       | 4,38     |  |
|                          | Roberto Cassinelli (it)       | FI                       | 17       | 4,14     |  |
|                          | Ettore Rosato                 | IV                       | 14       | 3,41     |  |
|                          | Umberto Bossi                 | Lega                     | 12       | 2,92     |  |
|                          | Marta Cartabia                | Sans                     | 8        | 1,95     |  |
|                          | Giancarlo Giorgetti           | Lega                     | 8        | 1,95     |  |
|                          | Luigi Manconi                 | PD                       | 8        | 1,95     |  |
|                          | Silvio Berlusconi             | FI                       | 7        | 1,70     |  |
|                          | Giuseppe Moles (it)           | FI                       | 7        | 1,70     |  |
|                          | Pier Luigi Bersani            | Art.1                    | 6        | 1,46     |  |
|                          | Serafino Generoso             | Sans                     | 6        | 1,46     |  |
|                          | Nicola Gratteri               | Sans                     | 6        | 1,46     |  |
|                          | Cesare Pianasso (it)          | Lega                     | 5        | 1,22     |  |
|                          | Stefano Bandecchi             | Sans                     | 4        | 0,97     |  |
|                          | Marco Cappato                 | RI                       | 4        | 0,97     |  |
|                          | Gian Marco Chiocci            | Sans                     | 4        | 0,97     |  |
|                          | Roberto Dipiazza (it)         | FI                       | 4        | 0,97     |  |
|                          | Mario Draghi                  | Sans                     | 4        | 0,97     |  |
|                          | Enrico Ruggeri                | Sans                     | 4        | 0,97     |  |
|                          | Eugenio Sangregorio           | USEI                     | 4        | 0,97     |  |
|                          | Alberto Angela                | Sans                     | 3        | 0,73     |  |
|                          | Maria Teresa Baldini (it)     | IV                       | 3        | 0,73     |  |
|                          | Elisabetta Belloni            | Sans                     | 3        | 0,73     |  |
|                          | Elisabetta Casellati          | FI                       | 3        | 0,73     |  |
|                          | Giorgio Lauro (it)            | Sans                     | 3        | 0,73     |  |
|                          | Giulio Prosperetti (it)       | Sans                     | 3        | 0,73     |  |
|                          | Francesco Rutelli             | Sans                     | 3        | 0,73     |  |
|                          | Raffaele Volpi (it)           | Lega                     | 3        | 0,73     |  |
|                          | Fulvio Abbate (it)            | Sans                     | 2        | 0,49     |  |
|                          | Giuliano Amato                | Sans                     | 2        | 0,49     |  |
|                          | Nicola Armaroli               | Sans                     | 2        | 0,49     |  |
|                          | Alessandro Barbero            | Sans                     | 2        | 0,49     |  |
|                          | Pier Ferdinando Casini        | CpE                      | 2        | 0,49     |  |
|                          | Michele Cattarinich           | Sans                     | 2        | 0,49     |  |
|                          | Giuseppe Chinè                | Sans                     | 2        | 0,49     |  |
|                          | Massimo Giletti (it)          | Sans                     | 2        | 0,49     |  |
|                          | Ulisse Ianni                  | Sans                     | 2        | 0,49     |  |
|                          | Toni Iwobi                    | Lega                     | 2        | 0,49     |  |
|                          | Ugo Mattei (it)               | Sans                     | 2        | 0,49     |  |
|                          | Cesare Mirabelli (it)         | Sans                     | 2        | 0,49     |  |
|                          | Antonio Razzi                 | FI                       | 2        | 0,49     |  |
|                          | Claudio Sabelli Fioretti (it) | Sans                     | 2        | 0,49     |  |
|                          | Gianfranco Sciscione          | Sans                     | 2        | 0,49     |  |
|                          | Giulio Tremonti               | Sans                     | 2        | 0,49     |  |
|                          | Autres candidats              | Autres candidats         | 125      | 30,41    |  |
|                          |                               |                          |          |          |  |
| Majorité requise         | Majorité requise              | Majorité requise         | 673 voix | 673 voix |  |
|                          |                               |                          |          |          |  |
| Suffrages exprimés       | Suffrages exprimés            | Suffrages exprimés       | 411      | 42,11    |  |
| Bulletins blancs         | Bulletins blancs              | Bulletins blancs         | 527      | 54,00    |  |
| Bulletins nuls           | Bulletins nuls                | Bulletins nuls           | 38       | 3,89     |  |
| Total                    | Total                         | Total                    | 976      | 100      |  |
| Abstentions              | Abstentions                   | Abstentions              | 0        | 0,00     |  |
| Absents                  | Absents                       | Absents                  | 33       | 3,27     |  |
| Inscrits / Participation | Inscrits / Participation      | Inscrits / Participation | 1 009    | 96,73    |  |

### 3etourde scrutin
Il a lieu le 26 janvier 2022 à 11 h.
| Candidat                 | Candidat                       | Parti                    | Voix     | %        |  |
| ------------------------ | ------------------------------ | ------------------------ | -------- | -------- |  |
|                          | Sergio Mattarella              | Sans                     | 125      | 22,98    |  |
|                          | Guido Crosetto                 | FdI                      | 114      | 20,96    |  |
|                          | Paolo Maddalena                | Sans                     | 61       | 11,21    |  |
|                          | Pier Ferdinando Casini         | CpE                      | 52       | 9,56     |  |
|                          | Giancarlo Giorgetti            | Lega                     | 19       | 3,49     |  |
|                          | Marta Cartabia                 | Sans                     | 8        | 1,47     |  |
|                          | Luigi Manconi                  | PD                       | 8        | 1,47     |  |
|                          | Pier Luigi Bersani             | Art.1                    | 7        | 3,67     |  |
|                          | Umberto Bossi                  | Lega                     | 7        | 3,67     |  |
|                          | Marco Cappato                  | +E                       | 6        | 1,10     |  |
|                          | Marco Doria                    | Sans                     | 6        | 1,10     |  |
|                          | Clemente Mastella              | nDC                      | 6        | 1,10     |  |
|                          | Giuseppe Moles (it)            | FI                       | 6        | 1,10     |  |
|                          | Mario Draghi                   | Sans                     | 5        | 0,92     |  |
|                          | Silvio Berlusconi              | FI                       | 4        | 0,74     |  |
|                          | Nicola Gratteri                | Sans                     | 4        | 0,74     |  |
|                          | Elisabetta Belloni             | Sans                     | 3        | 0,55     |  |
|                          | Paolo Coretti                  | Sans                     | 3        | 0,55     |  |
|                          | Maria Teresa Baldini (it)      | IV                       | 2        | 0,37     |  |
|                          | Stefano Bandecchi              | Sans                     | 2        | 0,37     |  |
|                          | Francesco Cappello             | Sans                     | 2        | 0,37     |  |
|                          | Umberto Del Basso De Caro (it) | PD                       | 2        | 0,37     |  |
|                          | Cesare Pianasso (it)           | Lega                     | 2        | 0,37     |  |
|                          | Giovanni Sanna                 | Sans                     | 2        | 0,37     |  |
|                          | Gianfranco Sciscione           | Sans                     | 2        | 0,37     |  |
|                          | Bruno Vespa                    | Sans                     | 2        | 0,37     |  |
|                          | Autres candidats               | Autres candidats         | 84       | 15,44    |  |
|                          |                                |                          |          |          |  |
| Majorité requise         | Majorité requise               | Majorité requise         | 673 voix | 673 voix |  |
|                          |                                |                          |          |          |  |
| Suffrages exprimés       | Suffrages exprimés             | Suffrages exprimés       | 544      | 55,62    |  |
| Bulletins blancs         | Bulletins blancs               | Bulletins blancs         | 412      | 42,13    |  |
| Bulletins nuls           | Bulletins nuls                 | Bulletins nuls           | 22       | 2,25     |  |
| Total                    | Total                          | Total                    | 978      | 100      |  |
| Abstentions              | Abstentions                    | Abstentions              | 0        | 0,00     |  |
| Absents                  | Absents                        | Absents                  | 31       | 3,07     |  |
| Inscrits / Participation | Inscrits / Participation       | Inscrits / Participation | 1 009    | 96,93    |  |

### 4etourde scrutin
Il a lieu le 27 janvier 2022 à 11 h.
| Candidat                 | Candidat                  | Parti                    | Voix     | %        |  |
| ------------------------ | ------------------------- | ------------------------ | -------- | -------- |  |
|                          | Sergio Mattarella         | Sans                     | 166      | 60,58    |  |
|                          | Nino Di Matteo            | Sans                     | 56       | 20,44    |  |
|                          | Luigi Manconi             | PD                       | 8        | 2,92     |  |
|                          | Marta Cartabia            | Sans                     | 6        | 2,19     |  |
|                          | Mario Draghi              | Sans                     | 5        | 1,82     |  |
|                          | Giuliano Amato            | Sans                     | 4        | 1,46     |  |
|                          | Pier Ferdinando Casini    | CpE                      | 3        | 1,09     |  |
|                          | Elisabetta Belloni        | Sans                     | 2        | 0,73     |  |
|                          | Maria Teresa Baldini (it) | IV                       | 2        | 0,73     |  |
|                          | Pier Luigi Bersani        | Art.1                    | 2        | 0,73     |  |
|                          | Autres candidats          | Autres candidats         | 20       | 7,30     |  |
|                          |                           |                          |          |          |  |
| Majorité requise         | Majorité requise          | Majorité requise         | 505 voix | 505 voix |  |
|                          |                           |                          |          |          |  |
| Suffrages exprimés       | Suffrages exprimés        | Suffrages exprimés       | 274      | 50,74    |  |
| Bulletins blancs         | Bulletins blancs          | Bulletins blancs         | 261      | 48,33    |  |
| Bulletins nuls           | Bulletins nuls            | Bulletins nuls           | 5        | 0,93     |  |
| Total                    | Total                     | Total                    | 540      | 100      |  |
| Abstentions              | Abstentions               | Abstentions              | 441      | 43,71    |  |
| Absents                  | Absents                   | Absents                  | 28       | 2,77     |  |
| Inscrits / Participation | Inscrits / Participation  | Inscrits / Participation | 1 009    | 53,52    |  |

### 5etourde scrutin
Il a lieu le 28 janvier 2022 à 11 h.
| Candidat                 | Candidat                 | Parti                    | Voix     | %        |  |
| ------------------------ | ------------------------ | ------------------------ | -------- | -------- |  |
|                          | Elisabetta Casellati     | FI                       | 382      | 74,90    |  |
|                          | Sergio Mattarella        | Sans                     | 46       | 9,02     |  |
|                          | Nino Di Matteo           | Sans                     | 38       | 7,45     |  |
|                          | Silvio Berlusconi        | FI                       | 8        | 1,57     |  |
|                          | Marta Cartabia           | Sans                     | 7        | 1,37     |  |
|                          | Antonio Tajani           | FI                       | 7        | 1,37     |  |
|                          | Pier Ferdinando Casini   | CpE                      | 6        | 1,18     |  |
|                          | Mario Draghi             | Sans                     | 3        | 0,59     |  |
|                          | Elisabetta Belloni       | Sans                     | 2        | 0,39     |  |
|                          | Autres candidats         | Autres candidats         | 11       | 2,16     |  |
|                          |                          |                          |          |          |  |
| Majorité requise         | Majorité requise         | Majorité requise         | 505 voix | 505 voix |  |
|                          |                          |                          |          |          |  |
| Suffrages exprimés       | Suffrages exprimés       | Suffrages exprimés       | 510      | 96,23    |  |
| Bulletins blancs         | Bulletins blancs         | Bulletins blancs         | 11       | 2,07     |  |
| Bulletins nuls           | Bulletins nuls           | Bulletins nuls           | 9        | 1,70     |  |
| Total                    | Total                    | Total                    | 530      | 100      |  |
| Abstentions              | Abstentions              | Abstentions              | 406      | 40,24    |  |
| Absents                  | Absents                  | Absents                  | 73       | 7,23     |  |
| Inscrits / Participation | Inscrits / Participation | Inscrits / Participation | 1 009    | 52,53    |  |

### 6etourde scrutin
Il a lieu le 28 janvier 2022 à 17 h.
| Candidat                 | Candidat                 | Parti                    | Voix     | %        |  |
| ------------------------ | ------------------------ | ------------------------ | -------- | -------- |  |
|                          | Sergio Mattarella        | Sans                     | 336      | 79,06    |  |
|                          | Nino Di Matteo           | Sans                     | 41       | 9,65     |  |
|                          | Pier Ferdinando Casini   | CpE                      | 9        | 2,12     |  |
|                          | Luigi Manconi            | PD                       | 8        | 1,88     |  |
|                          | Marta Cartabia           | Sans                     | 5        | 1,18     |  |
|                          | Mario Draghi             | Sans                     | 5        | 1,18     |  |
|                          | Elisabetta Belloni       | Sans                     | 4        | 0,94     |  |
|                          | Giuliano Amato           | Sans                     | 3        | 0,71     |  |
|                          | Elisabetta Casellati     | FI                       | 2        | 0,47     |  |
|                          | Autres candidats         | Autres candidats         | 10       | 2,35     |  |
|                          |                          |                          |          |          |  |
| Majorité requise         | Majorité requise         | Majorité requise         | 505 voix | 505 voix |  |
|                          |                          |                          |          |          |  |
| Suffrages exprimés       | Suffrages exprimés       | Suffrages exprimés       | 425      | 79,44    |  |
| Bulletins blancs         | Bulletins blancs         | Bulletins blancs         | 106      | 19,81    |  |
| Bulletins nuls           | Bulletins nuls           | Bulletins nuls           | 4        | 0,75     |  |
| Total                    | Total                    | Total                    | 535      | 100      |  |
| Abstentions              | Abstentions              | Abstentions              | 443      | 43,90    |  |
| Absents                  | Absents                  | Absents                  | 31       | 3,07     |  |
| Inscrits / Participation | Inscrits / Participation | Inscrits / Participation | 1 009    | 53,03    |  |

### 7etourde scrutin
Il a lieu le 29 janvier 2022 à 11 h.
| Candidat                 | Candidat                 | Parti                    | Voix     | %        |  |
| ------------------------ | ------------------------ | ------------------------ | -------- | -------- |  |
|                          | Sergio Mattarella        | Sans                     | 387      | 72,74    |  |
|                          | Carlo Nordio             | Sans                     | 64       | 12,03    |  |
|                          | Nino Di Matteo           | Sans                     | 40       | 7,51     |  |
|                          | Pier Ferdinando Casini   | CpE                      | 10       | 1,87     |  |
|                          | Elisabetta Belloni       | Sans                     | 8        | 1,50     |  |
|                          | Luigi Manconi            | PD                       | 6        | 1,12     |  |
|                          | Marta Cartabia           | Sans                     | 4        | 0,75     |  |
|                          | Mario Draghi             | Sans                     | 2        | 0,37     |  |
|                          | Emilio Scalzo            | Sans                     | 2        | 0,37     |  |
|                          | Autres candidats         | Autres candidats         | 9        | 1,69     |  |
|                          |                          |                          |          |          |  |
| Majorité requise         | Majorité requise         | Majorité requise         | 505 voix | 505 voix |  |
|                          |                          |                          |          |          |  |
| Suffrages exprimés       | Suffrages exprimés       | Suffrages exprimés       | 532      | 89,26    |  |
| Bulletins blancs         | Bulletins blancs         | Bulletins blancs         | 60       | 10,06    |  |
| Bulletins nuls           | Bulletins nuls           | Bulletins nuls           | 4        | 0,67     |  |
| Total                    | Total                    | Total                    | 596      | 100      |  |
| Abstentions              | Abstentions              | Abstentions              | 380      | 37,66    |  |
| Absents                  | Absents                  | Absents                  | 33       | 3,27     |  |
| Inscrits / Participation | Inscrits / Participation | Inscrits / Participation | 1 009    | 59,06    |  |

### 8eet dernier tour de scrutin
Il a lieu le 29 janvier 2022 à 17 h. 
| Candidat                 | Candidat                 | Parti                    | Voix     | %        |  |
| ------------------------ | ------------------------ | ------------------------ | -------- | -------- |  |
|                          | Sergio Mattarella        | Sans                     | 759      | 80,31    |  |
|                          | Carlo Nordio             | Sans                     | 90       | 9,52     |  |
|                          | Nino Di Matteo           | Sans                     | 37       | 3,91     |  |
|                          | Silvio Berlusconi        | FI                       | 9        | 0,95     |  |
|                          | Elisabetta Belloni       | Sans                     | 6        | 0,63     |  |
|                          | Pier Ferdinando Casini   | CpE                      | 5        | 0,52     |  |
|                          | Mario Draghi             | Sans                     | 5        | 0,52     |  |
|                          | Elisabetta Casellati     | FI                       | 4        | 0,42     |  |
|                          | Franco Berrino (it)      | Sans                     | 2        | 0,21     |  |
|                          | Sabino Cassese           | Sans                     | 2        | 0,21     |  |
|                          | Primo Di Nicola (it)     | M5S                      | 2        | 0,21     |  |
|                          | Giancarlo Giorgetti      | Lega                     | 2        | 0,21     |  |
|                          | Filippo Grassia          | Sans                     | 2        | 0,21     |  |
|                          | Marcello Pera            | Sans                     | 2        | 0,21     |  |
|                          | Autres candidats         | Autres candidats         | 18       | 1,90     |  |
|                          |                          |                          |          |          |  |
| Majorité requise         | Majorité requise         | Majorité requise         | 505 voix | 505 voix |  |
|                          |                          |                          |          |          |  |
| Suffrages exprimés       | Suffrages exprimés       | Suffrages exprimés       | 945      | 96,13    |  |
| Bulletins blancs         | Bulletins blancs         | Bulletins blancs         | 25       | 2,54     |  |
| Bulletins nuls           | Bulletins nuls           | Bulletins nuls           | 13       | 1,32     |  |
| Total                    | Total                    | Total                    | 983      | 100      |  |
| Abstentions              | Abstentions              | Abstentions              | 0        | 0,00     |  |
| Absents                  | Absents                  | Absents                  | 26       | 2,57     |  |
| Inscrits / Participation | Inscrits / Participation | Inscrits / Participation | 1 009    | 97,42    |  |

## Conséquences

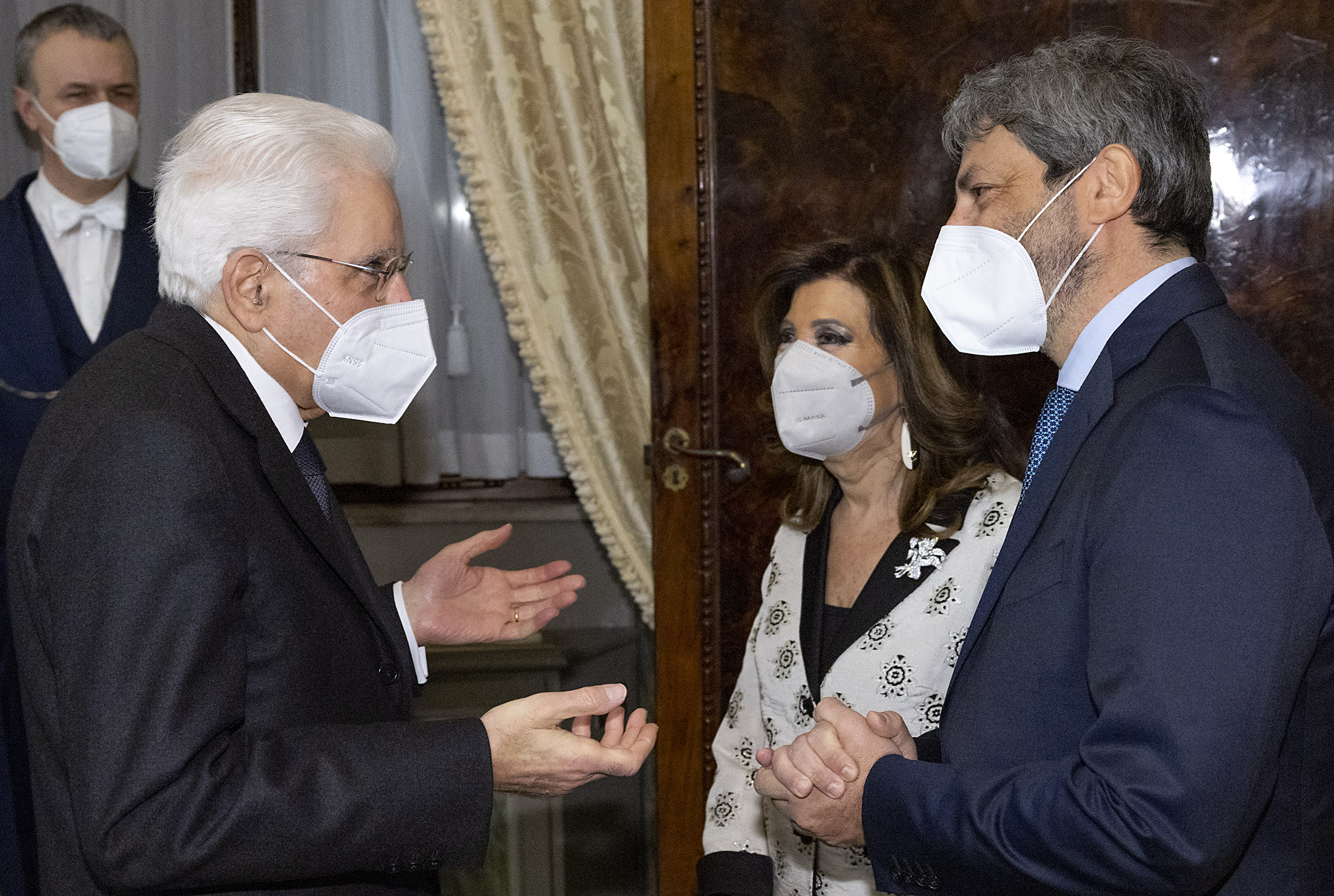
Sergio Mattarella reçoit les présidents des chambres venus lui communiquer sa réélection peu après le vote, le 29 janvier 2022.

Sergio Mattarella est réélu président de la République, pour un second mandat. C'est la seconde fois dans l'histoire de la République italienne qu'un président sortant est reconduit. Pour sa part, Mario Draghi demeure président du Conseil.
Selon les politologues Giovanni Orsina et Lorenzo Castellani — travaillant à l’université LUISS de Rome —, la réélection de Mattarella au Quirinal est un signe de l’affaiblissement du système politique italien. L’échec d’un consensus entre les différentes forces du gouvernement, composé d’un large spectre politique allant de la gauche à l’extrême droite, est en partie dû à la volonté d'un statu quo d'un grand nombre de parlementaires qui souhaitent rester en fonction jusqu'à la fin de la législature face à la révision constitutionnelle réduisant le nombre de parlementaires. Aussi, les forces politiques souhaitent utiliser l’année pré-électorale pour se préparer aux prochaines élections générales et Mattarella s’est imposé comme la personnalité représentant le mieux une stabilité jusqu’en 2023. Pour la Ligue par exemple, il s’agit de récupérer son statut pré-gouvernemental de leader de la coalition de centre-droit,. Enfin Orsina et Castellani voient dans les résultats de cette élection une fragilisation de Mario Draghi qui n'avait pas caché son intérêt pour la colline romaine.
Pour l’agence de notation Standard & Poor's, qui a rédigé un rapport à l’occasion de cette élection, la reconduction du locataire sortant du Quirinal engage l’Italie vers un nouveau cycle de réformes avec Mario Draghi comme président du Conseil. Le taux de croissance prévu pour 2022 est maintenu à 4,7 % et les différentes institutions financières comme Barclays ou Bank of America voient le maintien de l’ancien président de la Banque centrale européenne comme un signe favorable pour la suite du plan de relance européen mis en place à la suite de la pandémie dans la péninsule. Outre l’agence de notation américaine, l’absence de consensus dès les premiers tours et le statu quo au palais Chigi et au Quirinal ont eu pour répercussion une baisse du spread de crédit germano-italien passant de 141 à 133 points et par conséquent un maintien de la confiance de la part des investisseurs étrangers pendant le scrutin et après le dernier tour ,,.
Le second mandat du président Mattarella débute le 3 février 2022, après sa prestation de serment devant les chambres réunies au palais Montecitorio.